# Bolesławice (Jaworzyna Śląska)

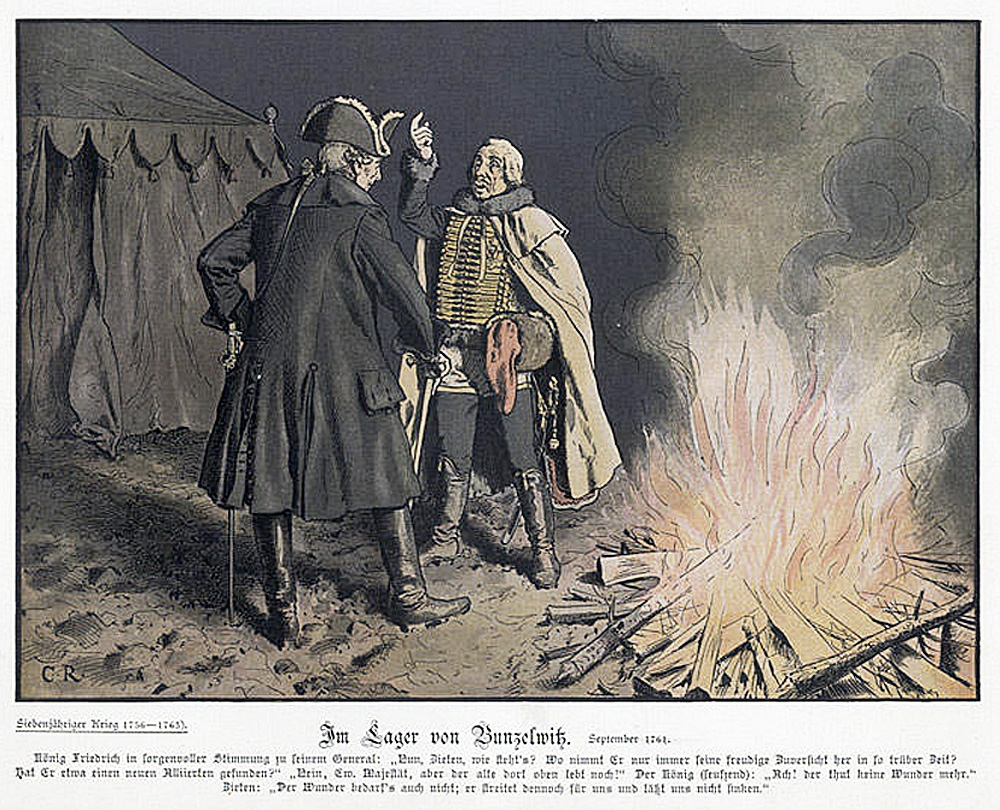
Friedrich der Große und General von Zieten im Lager von Bunzelwitz

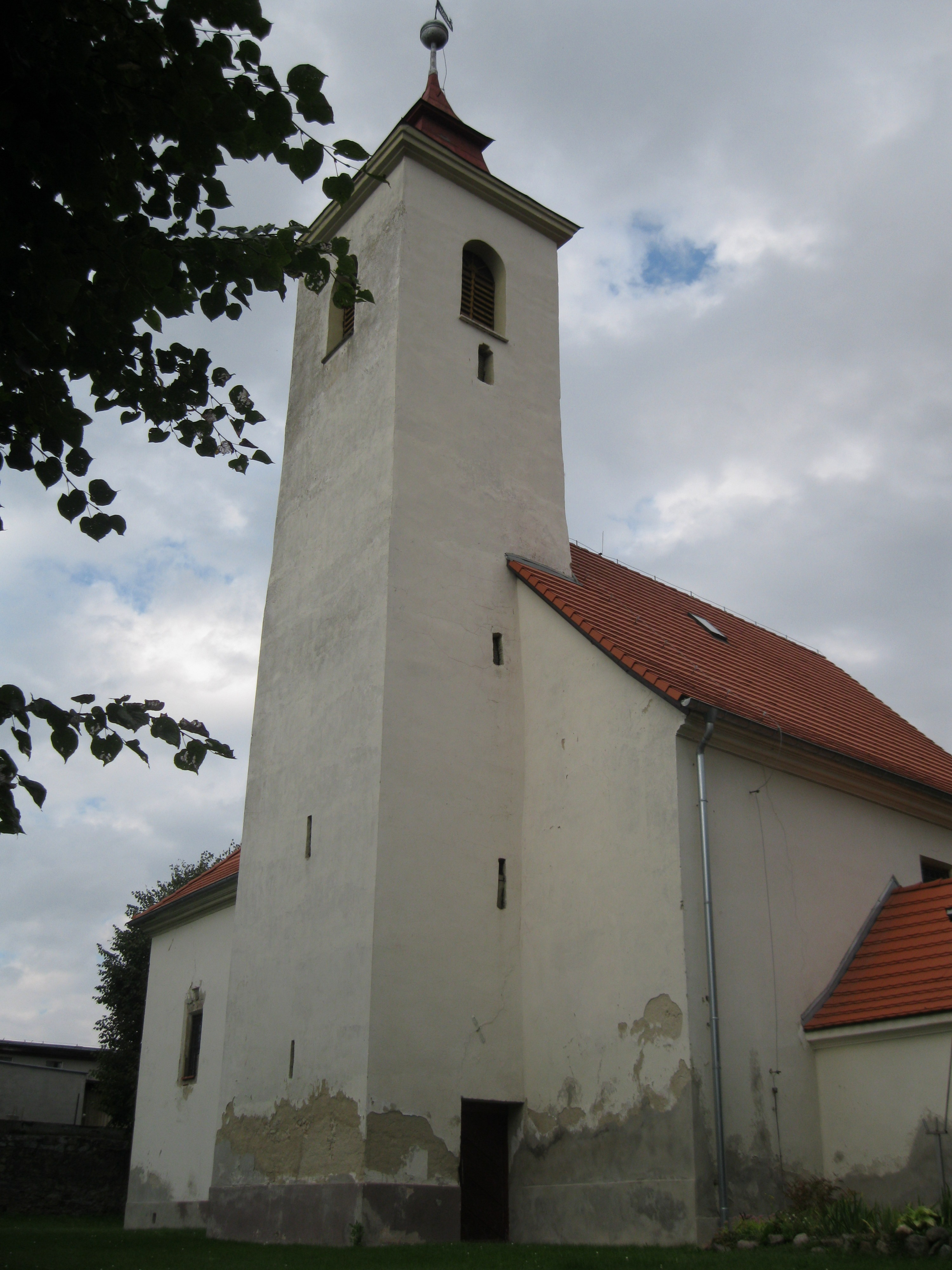
Die Kirche St. Hedwig

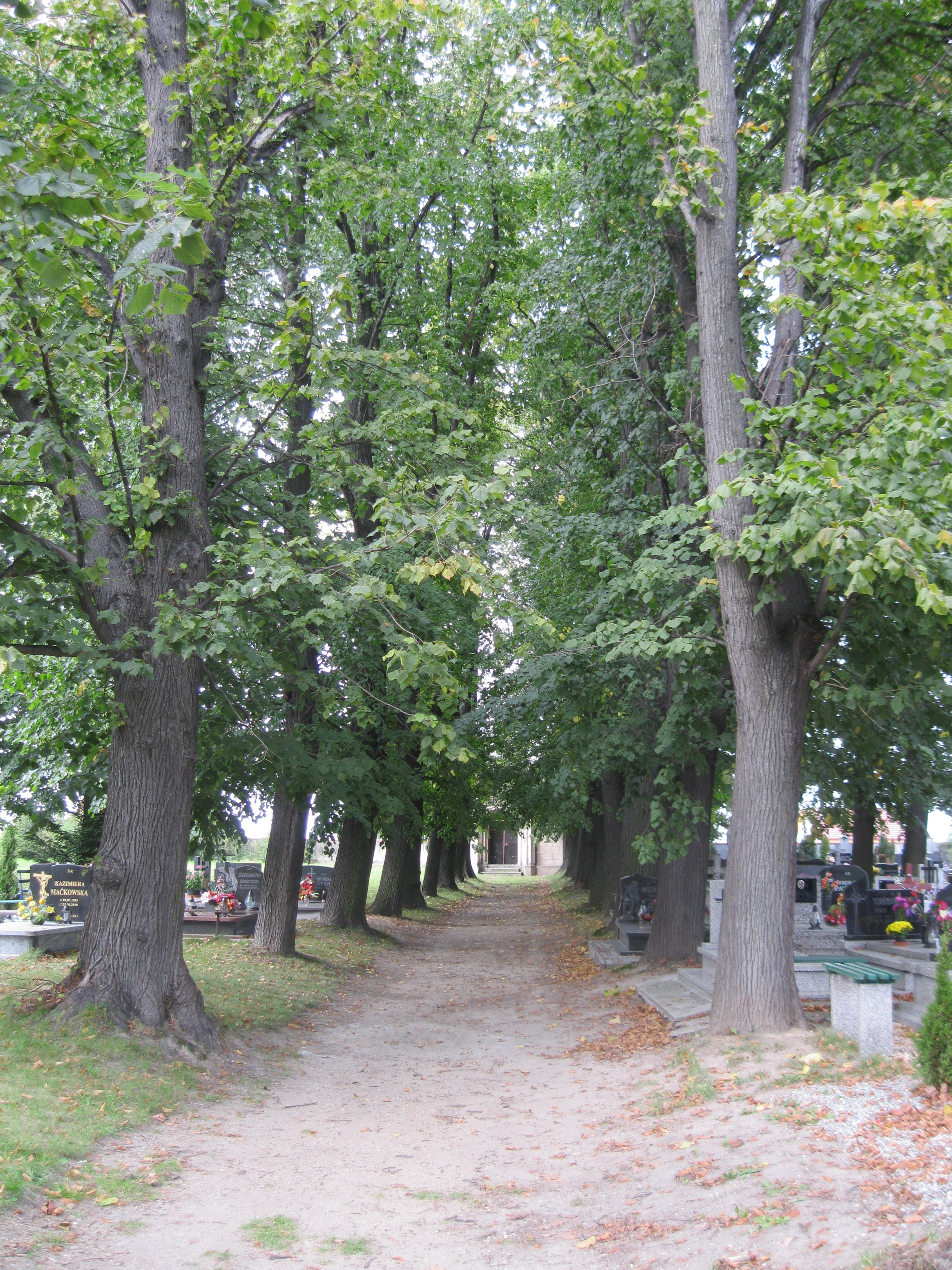
Die Lindenallee am Friedhof

Bolesławice (deutsch Bunzelwitz) ist ein Ort in der Stadt- und Landgemeinde Jaworzyna Śląska (Königszelt) im Powiat Świdnicki (Kreis Schweidnitz) in der Woiwodschaft Niederschlesien in Polen.

## Geographie
Bolesławice liegt sechs Kilometer nordwestlich von Świdnica (Schweidnitz). Nachbarorte sind Nowice (Neudorf) und Żarów (Saarau) im Norden, Bożanów (Eckersdorf) und Wierzbna (Würben) im Nordosten, Marcinowice (Merzdorf) im Osten, Wilków (Wilkau) und Pszenno (Weizenrodau) im Südosten, Zawiszów (Säbischdorf) im Süden, Witków (Wickendorf) im Südwesten, Jaworów (Jauernick) im Westen und Jaworzyna Śląska (Königszelt) im Nordwesten.

## Geschichte
Bunzelwitz wurde vermutlich im 13. Jahrhundert von den Grafen von Würben gegründet, die bei der Gründung von Schweidnitz und bei der Besiedlung der Gegend durch Deutsche beteiligt gewesen sein sollen. Der Ortsname dürfte sich von dem slawischen Vornamen Boleslaw ableiten. Die für das Jahr 1318 in einer Urkunde des Breslauer Bischofs Heinrich von Würben bezeugte Kirche von „Bunzlowicz“ war damals eine Filialkirche der Nikolaikirche von Würben. Territorial gehörte Bunzelwitz zum Herzogtum Schweidnitz und fiel mit diesem zusammen nach dem Tod des Herzogs Bolkos II. 1368 an die Krone Böhmen, wobei Bolkos Witwe Agnes bis zu ihrem Tod 1392 ein Nießbrauch zustand.
Frühere Besitzer waren: Heinrich von Reichenbach, der es 1337 an Konrad von Brosnitz verkaufte. Letzterer veräußerte den halben Teil des Dorfes an Nickel von Sachenkirch und die andere Hälfte an Hans Probstenhayn. 1373 wurde der damalige Rittersitz Bunzelwitz von zwei Schweidnitzer Patrizierfamilien erworben. 1419 verkauften es die Brüder Hieronymus und Kaspar Probstenhayn an den Schweidnitzer Bürger Hans Pförtner. 1482 überließ es Hieronymus Pförtner den Brüdern Wenzel († 1522) und Niklas Tommendorf, die sich nach dem Gut von Bunzelwitz nannten. Um 1527 scheint Hieronymus Thommendorf die Güter übernommen zu haben. Nach einem gerichtlichen Vergleich erhielt er von seinen Vettern, den Niklas Tommendorfs Erben, auch ihren Anteil an Bunzelwitz, wodurch er zum alleinigen Eigentümer des Gutes wurde. Der Schweidnitzer Stadtphysikus Doktor med. Daniel Scheps heiratete 1571 Hedwig Tommendorf, wodurch Bunzelwitz an dessen Familie kam. Nach dem Tod seines Schwiegervaters Hieronymus Tommendorf erwarb er auch die restlichen Anteile an dem Gut von den zahlreichen Geschwistern seiner Frau. Seine Tochter Hedwig (1593–1617) war die Frau des Doktor med. Friedrich von Seyler (1575–1616) aus Breslau. Der Ehe entstammte Daniel von Seyler (1615–1653), Herr auf Bunzelwitz. Am 26. Januar 1691 erhielten die Söhne von Daniel, Maximilian (1650–1712) und Abraham von Seyler (1652–1711) in Wien den böhmischen Ritterstand. Als letzter männlicher Angehöriger besaß Ernst Abraham von Seyler (1687–1714) das Gut. Der Erbe Gottlob Ehrenreich von Bonsdorf auf Schönfeld verkaufte Bunzelwitz an den Bürgermeister von Schweidnitz, Johann Christoph Heyn.
Nach dem Ersten Schlesischen Krieg fiel Bunzelwitz 1741/42 mit dem größten Teil Schlesiens an Preußen. 1785 gehörte es der Frau des Amtsrates Kroya von Fürstenau. Damals bestand das Dorf aus einer katholischen zu Würben gehörenden Filialkirche, einem Schulhaus, 22 Bauern, zehn Gärtnern, 14 Häuslern und 334 Einwohnern. Die Grundherrschaft von Bunzelwitz blieb bis in das 19. Jahrhundert im Besitz von Schweidnitzer Bürgern. Schließlich wurde es von der Schweidnitzer Kämmerei erworben. 1845 zählte der Ort 51 Häuser, eine Freischoltisei, 498 Einwohner (82 katholisch und der Rest evangelisch), evangelisch zur Friedenskirche Schweidnitz gepfarrt, eine evangelische Schule mit einem Lehrer, eine katholische Majoratskirche ohne Widum, in der viermal im Jahr ein Gottesdienst stattfand, eine Windmühle, zehn Leinwebstühle und 21 Handwerker.
Nach der Neugliederung Preußens gehörte Bunzelwitz ab 1815 zur Provinz Schlesien und war ab 1816 dem Landkreis Schweidnitz eingegliedert, mit dem es bis 1945 verbunden blieb. Ab 1874 gehörte Bunzelwitz zum Amtsbezirk Königszelt, 1924 wurde es dem Amtsbezirk Teichenau zugeschlagen. 1939 bestand Würben aus 627 Einwohnern.
Als Folge des Zweiten Weltkriegs fiel Bunzelwitz 1945 zusammen mit fast ganz Schlesien an Polen und wurde in Bolesławice umbenannt. Die deutsche Bevölkerung wurde, soweit sie nicht vorhergeflohen war, vertrieben. Die neu angesiedelten Bewohner waren teilweise Vertriebene aus Ostpolen, das an die Sowjetunion gefallen war. 1975–1998 gehörte Bolesławice zur Woiwodschaft Wałbrzych (Waldenburg). Diese wurde mit der Verwaltungsreform 1999 aufgelöst. Seither gehört Bolesławice zur Woiwodschaft Niederschlesien.

## Lager von Bunzelwitz
Im Siebenjährigen Krieg errichtete der preußische König Friedrich II. im Sommer 1761 in der Nähe von Bunzelwitz mit 50.000 Soldaten ein verschanztes Lager gegen 132.000 Soldaten der verbündeten Österreicher und Russen, das als Lager von Bunzelwitz in die Geschichte einging. Der König selbst wohnte vom 20. bis 25. August und vom 10. bis 25. September in einem Bauernhäuschen von Bunzelwitz. In der Zwischenzeit schlief er in einem Zelt am Waldrand von Peterwitz. Als dort im Zuge des Eisenbahnbaus von Breslau nach Freiburg ein Umschlagbahnhof gebaut wurde, um den sich eine Siedlung entwickelte, erhielt sie die Ortsbezeichnung Königszelt (seit 1945 Jaworzyna Śląska).
Im Feldlager von Bunzelwitz empfing Friedrich II. 1761 einen türkischen Gesandten und schloss ein gegen Österreich und Russland gerichtetes Militärbündnis mit dem Osmanischen Reich, das jedoch vor dem Seitenwechsel Russlands nicht mehr zum Tragen kam.

## Sehenswürdigkeiten
- Die römisch-katholische Filialkirche St. Hedwig (polnisch Kościół filialny pw. św. Jadwigi) wurde 1318 in einer Urkunde des Breslauer Bischofs Heinrich von Würben erstmals erwähnt. Das steinerne Sakramentshaus stammt aus dem Jahre 1515; 1516 wurde die Kirche erweitert. Im 16. Jahrhundert wurde Kirche im Zuge der Reformation evangelisch. Nach dem Dreißigjährigen Krieg erfolgte 1654 die Rückgabe an die Katholiken. Die spätgotische Saalkirche, mit Langhaus und Sterngewölbe, eingezogenem quadratischen Chor mit Kreuzgewölbe hat an der Westseite einen Turm[12]
- Die Lindenallee aus dem 19. Jahrhundert am katholischen Pfarrfriedhof gehört zum polnischen Kulturerbe.
- Das Schloss Bunzelwitz (Pałac w Bolesławicach) wurde 1783 im Stil des Barock errichtet und 1880 modernisiert. Es ist ein zweigeschossiger Rechteckbau mit Mansardwalmdach. Südlich des Schlosses befindet sich ein ehemaliger Gutshof mit einem Barocktor.